# Œuf Empire Néphrite
 (novembre 2024).
Le contenu est difficilement compréhensible vu les erreurs de traduction, qui sont peut-être dues à l'utilisation d'un logiciel de traduction automatique.
L'Œuf Empire Néphrite est un Œuf de Fabergé réalisé en 1902 par Pierre-Karl Fabergé. Il s'agit d'un œuf impérial commandé à l'occasion de Pâques par le tsar Nicolas II de Russie pour sa mère Maria Feodorovna. Jusqu'à récemment, il était considéré comme perdu, mais en 2015, dans le processus de recherche, il a été authentifié avec succès.

## Description
Les informations sur ce produit jusqu'au début des années 2000 étaient extrêmement rares et se limitaient principalement à des hypothèses et des suppositions. En fait, seule l'année de création de l'objet, son premier propriétaire et le compte d'achat étaient connus. Cet œuf est apparu aux chercheurs déjà sans miniature à l'intérieur, et ils devaient la découvrir. Ainsi, dans l'un des inventaires de l'analyse des valeurs dans le Palais des Armures en 1922, l'enregistrement suivant a été découvert: « un Œuf de jade sur un socle en or et avec un portrait de l'empereur Alexandre III dans un médaillon », ce qui a incité l'un des propriétaires de l'objet, à la fin des années 1990, à insérer, dans le cadre, le portrait d'Alexandre III. Parallèlement, certains experts ont mentionné qu'en 1935, un certain nombre d'oeuvres de Fabergé étaient exposés à Londres, notamment « un portrait miniature d'Alexandre III dans un cadre en jade. Maître Zengraf ». Cependant, les articles mentionnés ci-dessus n'étaient pas un œuf « Empire ».
Pendant de nombreuses années, les experts ne pouvaient pas former une opinion sans équivoque sur cet œuf de Pâques, jusqu'à ce qu'une véritable percée ait eu lieu dans l'étude du sujet en 2015. Cela s'est produit grâce à la découverte et à l'étude d'une source unique, la « Liste des propres choses de l'Impératrice douairière Maria Fiodorovna, qui étaient stockées dans le Palais de Gatchina » du 28 juillet 1917. Ce document de 12 pages décrit 150 objets différents appartenant à l'impératrice douairière Maria Fiodorovna, y compris l'œuf de Pâques impérial « Empire » de 1902 (numéro 10, sur la deuxième page du document). L'enregistrement du sujet est le suivant : « un Œuf dans un cadre doré sur deux colonnes de jade, à l'intérieur des portraits de la grande duchesse Olga Alexandrovna et du prince P. A. Oldenburg. » Cette description est la plus précise disponible à ce jour. Ainsi, le portrait miniature d'Alexandre III a été considéré comme une surprise.
La version de ce cadeau à l'impératrice douairière Maria Fiodorovna est confirmée par le fait qu'en 1901, le mariage d'Olga Alexandrovna et de Pierre d'Oldenbourg a eu lieu. Cet événement était particulièrement important pour Maria Fiodorovna, car elle ne voulait pas que sa plus jeune fille quitte la Russie (dans le cas de son mariage avec l'un des membres des dynasties européennes). Les œufs de Pâques de Fabergé portaient généralement un certain sens, commémoratif (à l'anniversaire d'un événement) ou d'un événement de l'année précédente. L'œuf est actuellement dans une collection privée à New York, aux États-Unis.

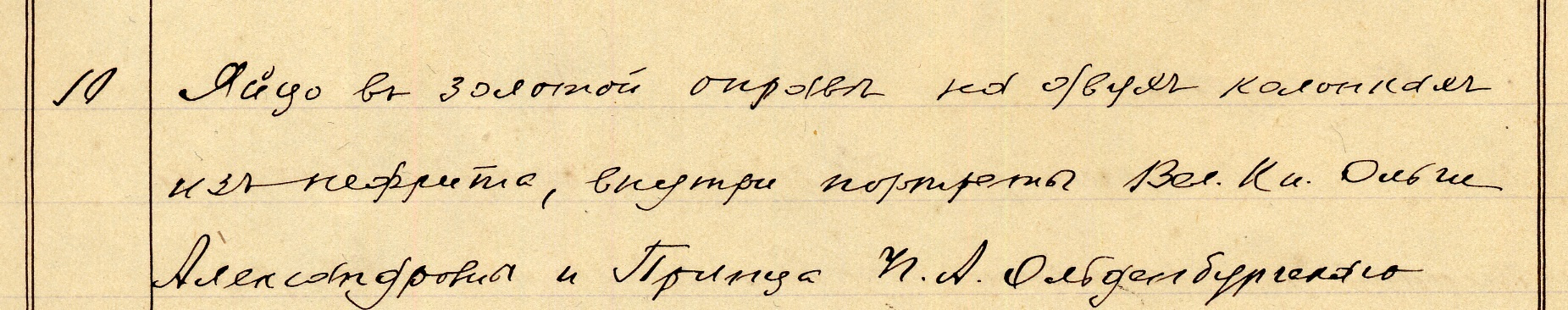
Description de l'œuf de Pâques impérial « Empire » dans la liste des objets du palais de Gatchina du 28 juillet 1917